# Demetriusz II Nikator
Demetriusz II Nikator (gr. Zwycięzca; ur. 161 p.n.e., zm. 125 p.n.e.) – władca monarchii Seleucydów w latach 145 p.n.e.-139 p.n.e. i od 129 p.n.e. do śmierci, syn Demetriusza I Sotera.
W jego czasach królestwo Seleukidów okres świetności miało już dawno za sobą i terytorialnie ograniczało się właściwie do Syrii. Prowincje azjatyckie utraciło na rzecz Partów. W basenie Morza Śródziemnego hegemonem była republika rzymska, dbająca aby żadne z państw hellenistycznych nie osiągnęło przewagi nad innymi.
We wczesnym dzieciństwie, podobnie jak wcześniej ojciec, przyszły władca przebywał jako zakładnik w Rzymie. Demetriuszowi I, mającemu świadomość, że jego walka z uzurpatorem Aleksandrem Balasem skończy się porażką, udało się niedługo przed swoją śmiercią umieścić synów: Demetriusza i Antiocha w Karii. Po tragicznej śmierci ojca w 150 p.n.e. jedenastoletni prawowity następca tronu nie miał początkowo możliwości dochodzić swych praw. Sytuacja uległa zmianie, gdy młodocianym pretendentem zainteresował się wódz kreteńskich najemników Lasthenes, który namówił chłopca na wyprawę po koronę. W 147 p.n.e. armia najemników z Lasthenesen na czele i Demetriuszem wylądowała w Cylicji. Wyprawa osiągnęła nadspodziewany sukces. Znaczna część armii opuściła Balasa, zniechęcona jego, a właściwie jego faworytów, rządami. Sam Balas oddawał się głównie korzystaniu, w towarzystwie pięknych heter, z uciech przysługujących władcom. Sprzyjający uzurpatorowi Ptolemeusz VI Filometor, widząc sukcesy Demetriusza, również zmienił zdanie. Władca Egiptu ingerował w spory wewnętrzne monarchii Seleukidów, mając na celu odzyskanie podbitej przez Antiocha III Wielkiego Celesyrii. Doszedł do wniosku, że młody król będzie podatny na jego wpływ. Odebrał Balasowi oddaną mu wcześniej za żonę swoją córkę Kleopatrę Thea i wydał za młodszego od niej o cztery lata Demetriusza, zastrzegając jednocześnie, że wynagrodzeniem za pomoc będzie Celesyria. W 145 p.n.e. Aleksander Balas został ostatecznie pokonany i zginął w bitwie nad rzeką Ojnoparas. Śmiertelne rany odniósł również Ptolemeusz VI.
Pierwsze panowanie Demetriusza przyniosło kolejne straty terytorialne i upłynęło pod znakiem wewnętrznych walk. Władca ożenił się z byłą żoną Balasa Kleopatrą Theą, córką Ptolemeusza VI. W rękach wodza Diodota Tryfona znalazł się trzyletni syn Kleopatry i Balasa Antioch. Tryfon ogłosił go władcą i w jego imieniu rządził na części terytorium państwa. Demetriusz musiał się również bronić przed rosnącą w siły Partią. W 141 p.n.e. udało się odnieść nietrwały sukces w Seleucji nad Tygrysem. Stracił jednak rzecz Partii ostatnie posiadłości położone na wschód od Eufratu (141 p.n.e.). W jednej z bitew dostał się do partyjskiej niewoli.
Regentką została Kleopatra, która nie mogła poradzić sobie z rosnącym w siłę Diodotem Tryfonem. Do Syrii wrócił wówczas z Grecji młodszy brat Demetriusza Antioch VII Sidetes, ożenił się z Kleopatrą Teą i objął władzę (139/138 p.n.e.). Sukcesy Antiocha VII, który pokonał ostatecznie Diodota Tryfona, odniósł sukcesy w Palestynie i zaatakował Partię, spowodowały, że Partowie w nadziei na wzniecenie wojny domowej w Syrii uwolnili Demetriusza II (129 p.n.e.). Mimo że w tym samym czasie Antioch VII zginął w bitwie, zamiary Partów dotyczące wzniecenia wojny wewnętrznej w królestwie Seleukidów zrealizowały się. Przeciwnikiem Demetriusza był Aleksander II Zabinas. Do toczonych walk mieszały się Egipt i Partia. Żadnemu z konkurentów nie udało się zdobyć przez kilka lat przewagi. Demetriusz został zamordowany w 125 p.n.e.